# Allepuz (Teruel)
Allepuz ist eine spanische Gemeinde und ein Dorf mit 124 Einwohnern (Stand: 2024) in der Provinz Teruel der Autonomen Region Aragón. 

## Lage
Das Dorf liegt 50 km östlich von Teruel Im Tals, das vom Sollavientos durchflossen wird. Die Siedlung liegt an einem steilen Südhang über dem Fluss auf einer Höhe von 1474 msnm. Bei Allepuz vereinen sich  Sollavientos und Río Blanco zum Alfambra.
Allepuz ist Teil des Parque Cultural del Chopo Cabecero, eines Kulturparks, der die einzigartige Kulturlandschaft mit Kopfpappeln und extensiver Viehzucht bewahren soll.

## Klima
In Allepuz sind die Sommer kurz, heiß und meist klar; die Winter sind lang, sehr kalt, windig und teilweise bewölkt. Es ist das ganze Jahr über trocken. Die Durchschnittstemperatur beträgt 8 °C.